# Champagne per due dopo il funerale
Champagne per due dopo il funerale (Endless Night) è un film del 1972 diretto da Sidney Gilliat e tratto dal romanzo Nella mia fine è il mio principio, scritto da Agatha Christie nel 1967. Tra gli interpreti figurano Hayley Mills, Hywel Bennett, Britt Ekland e George Sanders.

## Trama
Il giovane Mike Rogers, autista da noleggio, incontra una ricca ragazza americana, Ellie, della quale si innamora. I due si sposano e aprono un negozio di antiquariato, andando ad abitare in una splendida villa nella verde campagna dell'Inghilterra meridionale. Un giorno, mentre Mike è ad un'asta per comprare un regalo alla moglie, viene raggiunto da una grave notizia: Ellie è scomparsa e qualche ora dopo ne viene ritrovato il cadavere. Il medico attribuisce la morte a cause naturali ed il caso viene subito archiviato. Ma la verità è un'altra...